# 원몽린
원몽린(元夢鱗, 1648년 ~ 1674년)은 조선 후기의 부마이다. 효종의 딸 숙경공주의 남편으로 좌의정을 지낸 원평 부원군(原平府院君) 원두표의 손자이자, 평안도관찰사 원만리의 아들이다. 자는 용여(龍歟)이며 본관은 원주이다.

## 생애
10세를 넘겨 의빈(儀賓)에 선발되어 1659년 효종과 인선왕후의 여섯째딸 숙경공주의 부마 흥평위(興平尉)로 봉해졌으나 효종의 승하로 3년 뒤에 혼인하였다. 첫 품계는 숭덕 대부(崇德大夫)으나 1661년 광덕대부(光德大夫)의 품계에 가자되었다. 1674년에 부친 원만리와 조모가 잇달아 죽자 병을 얻어 27세의 나이에 요절했다. 1686년, 장렬왕후의 환갑을 맞아 수록 대부(綏祿大夫)에 추증되었다. 묘지 《죽서원몽린묘역》은 경기도 여주시 대신면 상구리 산11-8번지에 있으며, 2004년 5월 6일 경기도의 문화재자료 제129호로 지정되었다.

## 가족관계
- 할아버지 : 원두추(斗樞) / 원두표[6]
  - 아버지 : 원만리

- 장인 : 효종
- 장모 : 인선왕후
  - 부인 : 숙경공주(적6녀)
    - 딸 : 조졸
    - 양자 : 원명귀(元命龜)[7]
      - 손자 : 원경하